# Mhlatuze
La Mhlathuze (afrikaans : Mhlatuzerivier) est un cours d'eau (fleuve) d'Afrique du Sud, dans la province du KwaZulu-Natal. Son bassin versant est de 4 209 km2. Sa source se trouve dans les collines de Babanango, à une altitude de 1 519 mètres ; elle coule vers l'est sur cent kilomètres et rejoint l'océan Indien via un estuaire. Le port en eaux profondes de Richards Bay est situé à son embouchure.
Elle accueille le barrage de Goedertrouw (en), construit près d'Eshowe.